# 四女寺枢纽
四女寺枢纽，位于山东省武城县四女寺镇东北，卫运河尾端，是漳卫河中下游重要的控制枢纽，同时也是中华人民共和国山东省省级文物保护单位之一。
2013年，列入第四批山东省文物保护单位，该文物保护单位是一座大运河遗址。